# フィリッピーネ・フォン・ブランデンブルク＝シュヴェート
フィリッピーネ・アウグステ・アマーリエ・フォン・ブランデンブルク＝シュヴェート（Philippine Auguste Amalie von Brandenburg-Schwedt, 1745年10月10日 - 1800年5月1日）は、ヘッセン＝カッセル方伯フリードリヒ2世の2番目の妃。

## 生涯
ブランデンブルク＝シュヴェート辺境伯フリードリヒ・ヴィルヘルムと、プロイセン王フリードリヒ・ヴィルヘルム1世の娘ゾフィー・ドロテアの間の末娘として生まれた。
フィリッピーネはシュヴェートの宮廷で自由気ままに育った。1765年に死んだ母の遺言で、フィリッピーネは母方の伯父フリードリヒ2世大王を後見人とし、ベルリンに移った。フィリッピーネとフリードリヒ2世は強い肉親の情で固く結ばれ、2人が離れ離れになるのを嫌がったためにフィリッピーネの縁談は何度も破談になった。結局、フリードリヒ2世は1772年にフィリッピーネを泣く泣く手放し、プロイセンからの莫大な持参金を目当てにするヘッセン＝カッセル方伯フリードリヒ2世の元へフィリッピーネを嫁に出した。フィリッピーネは結婚式当日、医者に妊娠が命に関わる体質だと言われていると主張し、25歳年上の夫と一度も同衾しなかった。
フィリッピーネはカッセルの宮廷で夫から大幅に独立した生活を送り、自分を女主人とする「若い人々の宮廷」を形成した。彼女の宮廷には哲学者のアドルフ・クニッゲ、探検家のゲオルク・フォルスター、そして後にヴュルテンベルクの宰相となる政治家ゲオルク・エルンスト・レーフィン・フォン・ヴィンツィンゲローデなどがいた。フィリッピーネはヴィンツィンゲローデと愛人関係にあり、1777年には彼の子供を密かに出産、生れた息子はゲオルク・フィリップゾーンと名付けられたという。フィリッピーネはドイツ諸国やフランスを頻繁に旅し、訪れた地域の人々から「ヨーロッパで最も美しいお妃」と賛美された。
夫フリードリヒ2世の先妻のメアリーは、1754年に別居を決めると3人の息子たちを連れてカッセルを去り、その後に亡くなっていた。1782年、フィリッピーネは夫と先妻の息子たちの間を取り持ち、両者を和解させた。
夫の死後、フィリッピーネは1786年に寡婦財産としてハーナウを手に入れた。フィリッピーネと継息子のヘッセン＝カッセル方伯ヴィルヘルム9世はフィリッピーネが死ぬまで激しい対立関係にあり、2人の争いはヘッセン＝カッセルのみならずプロイセン、ロシア帝国まで巻き込む国際問題に発展した。フィリッピーネは愛人のヴィンツィンゲローデを侍従長に任じ、1794年には帝国伯爵に叙されるよう計らい、同年に彼との身分違いの再婚に踏み切った。
1792年、フィリッピーネはフランス革命軍の侵略を避けてマインツに滞在していたが、継息子ヴィルヘルム9世の反対を押し切ってベルリンに帰り、従兄のプロイセン王フリードリヒ・ヴィルヘルム2世の寛大な計らいでベーレン通り66番地の屋敷を住まいとして与えられた。実家のブランデンブルク＝シュヴェート家は1788年に男系が絶え、彼女や姉妹、従姉妹たちの財産は各々の完全私有財産になっていたため、ベルリンの居館を含む彼女の財産は夫のヴィンツィンゲローデが相続した。
フィリッピーネは1800年、脳梗塞のために亡くなり、プロイセン王家の一族が眠るベルリン大聖堂に葬られた。